# Hřib hvězdákožijný
Hřib hvězdákožijný (Pseudoboletus astraeicola (Imazeki) Šutara 2005) je vzácná parazitická hřibovitá houba, která byla popsána ve 20. století v Japonsku.

## Synonyma
- Boletus astraeicola (Imazeki) Har. Takah. 1992
- Pseudoboletus astraeicola (Imazeki) Šutara 2005
- Xerocomus astraeicola Imazeki 1952[1]

- hřib hvězdákožijný
- suchohřib hvězdákožijný[1]

## Vzhled

### Makroskopický
Plodnice mají podobný vzhled i rozměry jako v případě hřibu příživného.
Rourky i dužnina na řezu modrají.
Třeň je tmavě sazově zbarvený.

### Mikroskopický
Výtrusy dosahují 9 - 12 × 4 - 5,5 μm.

## Výskyt
Houba parazituje na hvězdáku vlhkoměrném (Astraeus hygrometricus). Plodnice hřibu vyrůstají z mladých, ještě nerozevřených plodnic hvězdáku. Ty mají kulovitý tvar, takže mohou připomínat mladý pestřec, čímž může docházet k záměně hřibu hvězdákožijného za podobný hřib příživný parazitující na pestřecích.

## Rozšíření
První nález (typová položka) učinil japonský mykolog Rokuya Imazeki 17. října 1947 u silnice v lese poblíž osady Asakawa nedaleko Tokia. Podruhé houbu nalezl na témže místě 31. července 1951. S ohledem na hostitele (hvězdák vlhkoměrný) připouštěl český mykolog Albert Pilát (1953), že tato houba může být nalezena i v Československu.